# Antoni Zoll
Antoni Zoll (ur. 2 czerwca 1870 w Krakowie, zm. 2 stycznia 1941 w Niegłowicach) – c. k. urzędnik, radca namiestnictwa, starosta w okresie II Rzeczypospolitej.

## Życiorys
Absolwent III Gimnazjum im. Króla Jana III Sobieskiego w Krakowie z 1888. Ukończył studia na Wydziale Prawa Uniwersytetu Jagiellońskiego uzyskując tytuł naukowy doktora praw.
Był wnukiem Józefa Chrystiana (1803–1872), synem Fryderyka (1834–1917, profesora prawa rzymskiego Uniwersytetu Jagiellońskiego) i Heleny Seeling-Saulenfels oraz bratem Fryderyka. W okresie zaboru austriackiego w ramach autonomii galicyjskiej Antoni Zoll został c. k. urzędnikiem, działającym najpierw w sferze oświatowej, a następnie w dziedzinie kolei. Należał do Rady Szkolnej Krajowej i pełnił w niej funkcję referenta. Na przełomie XIX i XX wieku sprawował urząd c. k. starosty namiestnictwa. Pełniąc ten urząd w 1908 wszedł w skład komisji narodowej w Galicji, powołanej przez c. k. ministerium wyznań i oświaty w Wiedniu, celem zebrania i przygotowania do druku polskiej poezji i muzyki ludowej, których zbiór miał się ukazać w publikacji pt. Das Volkslied in Österreich, w zamierzeniu skupiającą poezje i muzykę ludową wszystkich narodów należących do państwa Austro-Węgier. Został członkiem Muzeum Szkolnego we Lwowie oraz w marcu 1910 przewodniczącym komitetu środków naukowych i urządzeń szkolnych (prócz niego m.in. Antoni Łukasiewicz). W 1910 był starostą powiatu tłumackiego. W 1910 został komisarzem rządowym kolei lokalnej Chabówka-Zakopane, później dyrektorem kolei północnej w Wiedniu. Do 1918 pozostawał radcą C. K. Namiestnictwa we Lwowie. Otrzymał tytuł radcy dworu.
Po zakończeniu I wojny światowej i odzyskaniu przez Polskę niepodległości w okresie II Rzeczypospolitej pełnił funkcję starosty powiatu sanockiego. 18 stycznia 1924, jako urzędnik V stopnia służbowego „ad pers.” z Urzędu Wojewódzkiego w Krakowie, został mianowany na stanowisko kierownika starostwa powiatu jasielskiego. Stanowisko starosty powiatu jasielskiego pełnił do 1930. 24 września 1925 jako starosta jasielski został zatwierdzony w służbie państwowej. W 1928, po rozwiązaniu rady powiatowej w Jaśle, został przewodniczącym Tymczasowego Zarządu Powiatowego. W 1929 pełnił funkcję przewodniczącego Obwodowej Komisji Wyborczej dla IV obwodu z siedzibą w Jaśle.
Poza służbą urzędniczą, zarówno w okresie zaborów, jak i niepodległej Polski, aktywnie zajmował się swoimi hobby; był myśliwym, amatorsko zajmował się malarstwem, fotografowaniem, śpiewem (śpiewu nauczył go przyjaciel Adam Didur), sportem.
W latach 20. był kawalerem. Później jego żoną została Oktawia z domu Pavek, zamieszkująca wraz z ich córką w Wierzchosławicach. Po przejściu na emeryturę Antoni Zoll zamieszkał w podjasielskich Niegłowicach, w willi podarowanej przez inż. Aleksandra Dietziusa (gośćmi A. Zolla w niej bywali np. Adam Didur, Jan Kiepura, ks. Roman Sanguszko, Kornel Makuszyński, Vittoria Calma oraz Prezydent RP Ignacy Mościcki).
Zmarł na atak serca 2 stycznia 1941 w Niegłowicach w trakcie powodzi podczas II wojny światowej. Został pochowany na Starym Cmentarzu w Jaśle.
Kompozytor Adam Wroński zadedykował Antoniemu Zollowi utwór pt. "Pif! Paf! Galop", wydany pod koniec XIX wieku. Wspomnienia o Antonim Zollu zawarł Kornel Makuszyński w publikacji Kartki z kalendarza.

## Odznaczenia
austro-węgierskie
- Medal Jubileuszowy Pamiątkowy dla Cywilnych Funkcjonariuszów Państwowych (przed 1918)[10]
- Krzyż Jubileuszowy dla Cywilnych Funkcjonariuszów Państwowych (przed 1918)[10]